# كريستيان كونراد
كريستيان كونراد هو لاعب هوكي الجليد سويسري، ولد في 17 نوفمبر 1931 في سويسرا.

## وصلات خارجية
- كريستيان كونراد على موقع EliteProspects.com (الإنجليزية)
- كريستيان كونراد على موقع أوليمبيديا (الإنجليزية)